# Вилфрид Мартенс
Вилфрид Мартенс (на нидерландски: Wilfried Martens, [ˈβ̞ɪlfɾiˑt ˈmɑɾtəns]) е фламандски политик от партията Християндемократи и фламандци, която оглавява от 1972 до 1979 година.

## Биография
Роден е на 19 април 1936 година в Слейдинге, днес част от Евергем. Завършва право в Льовенския католически университет. Мартенс е министър-председател на Белгия през 1979 – 1981 и 1981 – 1992 година. Управлението на Мартенс, начело на Белгия, е доминирано от икономическата криза през 80-те години и от държавните реформи от 1980 и 1988 година, поставили Белгия на пътя към федерализма. Един от създателите на Европейската народна партия и неин председател от 1990 до 2013 година. От октомври 2000 г. до ноември 2001 г. Мартенс е председател на Християндемократическия интернационал.
Вилфрид Мартенс умира на 9 октомври 2013 година в Локерен.